# Элфин-Кав (гидроаэропорт)
Гидроаэропорт Элфин-Кав (англ. Elfin Cove Seaplane Base), (ИАТА: ELV, ИКАО: PAEL, FAA LID: ELV) — гражданский гидроаэропорт, расположенный в населённом пункте Элфин-Кав (Аляска), США.

## Авиакомпании и пункты назначения
Деятельность аэропорта субсидируется за счёт средств Федеральной программы США Essential Air Service (EAS) по обеспечению воздушного сообщения между небольшими населёнными пунктами страны.